# Качан, Владимир Андреевич
Влади́мир Андре́евич Кача́н (18 мая 1947, Ворошилов, Приморский край — 7 мая 2021, Москва) — советский и российский актёр, музыкант, писатель. Народный артист Российской Федерации (2004).

## Биография
Родился 18 мая 1947 года в Ворошилове (ныне Уссурийск), жил в Москве. Учился в Рижской средней школе № 10, годом старше Михаила Задорнова.
По окончании школы в 1965 году поступил в Щукинское училище (курс В. К. Львовой), но не сразу. В первый раз срезался на этюдах и вернулся в Ригу, где поступил в Латвийский Государственный университет на филологический факультет. Много лет спустя это нашло отражение в его прозе. Но долго не проучился — поступил во время дополнительного набора в Щукинское. Вместе с ним в училище были приняты Нина Русланова и Александр Кайдановский. Иногороднего Качана поселили в общежитие, в ту же комнату, где уже жили Леонид Филатов и Борис Галкин. Поэтому совершенно естественно, что именно в этот период в соавторстве с Филатовым были написаны первые шлягеры: песни «Оранжевый кот», «Ленка», «Дневник прапорщика Смирнова» и многие другие. Окончил училище в 1969 году вместе с И. В. Дыховичным, Яном Арлазоровым, Н. И. Руслановой, Л. А. Филатовым, А. Л. Кайдановским, Б. С. Галкиным, Н. С. Гурзо, А. А. Вертинской, А. С. Халецким.
После учёбы в Щукинском попал в труппу МТЮЗа, где сыграл роли Зурико в спектакле «Я, бабушка, Илико и Илларион» и д’Артаньяна в «Трёх мушкетёрах». В тот же период его пригласил в свой эстрадный оркестр Леонид Утёсов. На протяжении семи лет совмещал работу в театре и оркестре. В 1980 году по приглашению Эфроса перешёл в московский Театр на Малой Бронной, где сыграл главную роль в спектакле «Лето и дым».
Последние годы Владимир Качан был ведущим артистом театра «Школа современной пьесы». В 2009 году принял приглашение Кирилла Серебренникова поучаствовать в спектакле «Околоноля» по роману Натана Дубовицкого. Писал музыку, книги и снимался в кино.
Песни писал с 1965 года. Многие написаны на стихи его друга Леонида Филатова, другие — на стихи Юрия Ряшенцева, Алексея Дидурова, Юрия Левитанского, Александра Вулых и других поэтов.
Скончался 7 мая 2021 года на 74-м году жизни в Москве от последствий коронавирусной инфекции. Прощание прошло 12 мая 2021 года в Московском театре «Школа современной пьесы». Похоронен на Троекуровском кладбище (аллея актёров, участок № 21).

## Семья
- Отец — Андрей Филиппович Качан (1910—1990), уроженец деревни Стайки (Ушачский район, Витебская область), участник Великой Отечественной войны, подполковник юстиции, кавалер двух орденов Красной Звезды (1943, 1955)[9].
- Мать — Галина Владимировна Смирнова (1920—1989), домохозяйка.
- Жена — Людмила Гарница (род. 1948), актриса, театральный деятель, доцент ГИТИСа
  - Сын Глеб (род. 1978) — музыкант, актёр, спортсмен (занимается арт-фехтованием).

## Роли в театре

### Московский театр юного зрителя(1971—1974)
- 1971 — «Я, бабушка, Илико и Илларион», реж. Г. Лордкипанидзе — Зурико
- 1974 — «Три мушкетёра», реж. А. Товстоногов — д’Артаньян

### Московский Театр на М. Бронной(1980—1982)
- 1980 — «Лето и дым», реж. А. Эфрос — Джон
- 1980 — «Дорога», реж. А. Эфрос — Чичиков
- 1981 — «А всё-таки она вертится!», реж. Л. Дуров — Директор школы
- 1982 — «Три сестры», реж. А. Эфрос — Прозоров

### Театр имени Станиславского(1984)
- 1984 — «Экспромт-фантазия», реж. А. Товстоногов — Игнатий Петрович

### Московский театр «Школа современной пьесы»(1992—2009)
1. 1992 — «А чой-то ты во фраке», реж. И. Райхельгауз — Чубуков
2. 1993 — «По поводу обещанного масла…», реж. Г. Тулес — Король
3. 1994 — «Без зеркал», реж. И. Райхельгауз — Павел Павлович
4. 1996 — «Миссис Лев», реж. Б. А. Морозов — Чертков
5. 1999 — «Чайка» (А. П. Чехов), реж. И. Райхельгауз — Тригорин
6. 2000 — «Провокация», реж. С. Юрский — Дежурный, Фёд Фёдыч
7. 2001 — «Чайка» (Б. Акунин), реж. И. Райхельгауз — Тригорин
8. 2002 — «Город», реж. И. Райхельгауз — Отец
9. 2004 — «Чайка. Настоящая оперетка», реж. И. Райхельгауз — Тригорин
10. 2006 — «Своими словами», реж. И. Райхельгауз — Володя, солист
11. 2007 — «Ниоткуда с любовью», реж. М. Козаков, В. Качан
12. 2009 — «Дом», реж. И. Райхельгауз

### Московский театр-студия под руководством Олега Табакова(2010)
- 2010 — «Околоноля», реж. К. Серебренников

## Фильмография
1. 1971 — Путина — музыкант ВИА
2. 1971 — Телеграмма — парень с гитарой
3. 1976 — Додумался, поздравляю! — попутчик, исполнитель песни «Дорожная»
4. 1978 — Когда я стану великаном — Коля, шофёр такси, зять Джульетты Ашотовны
5. 1979 — Петровка, 38 — Гаврилов, ухажёр Надежды
6. 1979 — Каникулы Кроша — спортивный комментатор на матче по боксу
7. 1981 — Всем — спасибо!.. — Борис
8. 1983 — Соучастники — Дьяков
9. 1986 — Тайна Снежной королевы — Крапива
10. 1987 — Забавы молодых — Монастырский, завуч
11. 1987 — Дом с привидениями — директор школы
12. 1989 — Процесс — адвокат Сидорин
13. 1990 — Неустановленное лицо — Горохов, аферист
14. 1993 — Троцкий — Марк Зборовский
15. 1996 — Несут меня кони… — майор Кацуба
16. 1998 — Сибирский спас — князь
17. 2000 — Зависть богов — режиссёр ТВ
18. 2003 — Бедная Настя — Бенкендорф
19. 2003 — Наследник — глава администрации
20. 2003 — Дарю тебе жизнь — главврач
21. 2005 — Время собирать камни — замполит
22. 2005 — Диверсанты — полковник ГРУ
23. 2006 — Врачебная тайна — Александр
24. 2006 — Очарование зла — Игнатий Рейсс
25. 2006 — А Вы ему кто? — певец
26. 2007 — Три дня в Одессе — Миша-Виртуоз
27. 2007 — Офицеры — Сергеев
28. 2007 — Капкан — главный редактор
29. 2007 — Ниоткуда с любовью, или Весёлые похороны — Фима, доктор
30. 2008 — Мой осенний блюз — Григорий
31. 2008 — Время радости — Флеминский
32. 2010 — Назад в СССР — Сталкер
33. 2010 — Побег — Каратаев
34. 2011 — Фарфоровая свадьба — Пётр Петрович, главврач
35. 2011 — Товарищи полицейские (30-я серия «Говори со мной!») — Тимур Акимович Юнусов, директор школы для слабослышащих
36. 2012 — Второе восстание Спартака — Сергей Никифорович Круглов, министр внутренних дел СССР
37. 2013 — Думай как женщина — Макаров
38. 2014 — Бессонница — Павел Андреевич Кравченко, VIP-участник
39. 2014 — Территория — Робыкин
40. 2015 — Саша добрый, Саша злой — Алексей Павлович Лукин, врач
41. 2015 — Маргарита Назарова — директор цирка
42. 2016 — Семейные обстоятельства — Вениамин Олегович, отец Маргариты
43. 2016 — Медсестра (сериал) — главврач
44. 2017 — За пять минут до января — Василий Николаевич
45. 2018 — Женщины против мужчин: Крымские каникулы

## Исполнение песен в фильмах
- 1970 — Город первой любви
- 1975 — Звезда пленительного счастья — исполнение песен Булата Окуджавы на музыку Исаака Шварца.
- 1976 — Мама — исполнение песен Рыси (роль В. Манохина)
- 1979 — Каникулы Кроша — исполнение «Песни о московском муравье»
- 1986 — Тайна Снежной королевы — исполнение «Песни Крапивных побегов» (с Сергеем Прохановым)
- 1995 — Ширли-мырли — исполнение песни Романа Алмазова (роль В. Гаркалина)
- 1996 — Несут меня кони — исполнение «Среди гостей ходил я в чёрном фраке».

## Озвучивание мультфильмов
- 1980 — Пиф-паф, ой-ой-ой! — Пиф-Паф
- 2010 — Гадкий утёнок — Дикий гусь

## Дискография
1. 1994 — «Соседи по городу»
2. 1995 — «Прогулка с другом»
3. 1995 — «Диалог — 30 лет»
4. 1996 — «Оранжевый кот»
5. 1998 — «Русский платит за всё!»
6. 2000 — «Избранное. Кавалергарды»
7. 2000 — «… по Качану»
8. 2001 — «Бегемот и Ко»
9. 2002 — «Муму и адвокат»
10. 2003 — «Наши барды. Том 3»
11. 2003 — «Задорнизмы и Качанушки»
12. 2005 — «Из открытого окна» (только музыка)
13. 2006 — «Времена города»
14. 2008 — MP3 Коллекция (CD1 и CD2)
15. 2009 — «Столик на одного»
16. 2009 — «Это было недавно…»

## Звания
- Заслуженный артист Российской Федерации (1996)[10]
- Народный артист Российской Федерации (2004)
- Почётная грамота Президента Российской Федерации (2018)[11].